# Химна Брунеја
Државна химна Брунеја носи назив „Боже благослови султана” (малајски:  الله فليهاراكن سلطن  Allah Peliharakan Sultan). Химна се изводи на малајском, званичном државном језику. Написао ју је Пенгиран Хаџи Мухамед Јусуф ибн Пенгиран Абдурахим (касније познат као Јанг Амат Мулиа Пенгиран Сетиа Негара Пенгиран Хаџи Мухамед Јусуф ибн Пенгиран Абдурахим) а музику је 1947. године компоновао Хаџи Аванг Бесар ибн Сагап. Песма је 1951. године прихваћена као званична химна британског протектората Брунеја. Након добијања независности од Уједињеног Краљевства, усвојена је као државна химна Нације Брунеја, боравишта мира и изведена је као химна независне државе тачно у поноћ 1. јануара 1984. године.

## Употреба
Државну химну изводе ученици у Брунеју на почетку школског дана, током дизања државне заставе и грба. Државна химна се изводи сваког јутра на радију и телевизији на каналу Radio Televisyen Brunei (RTB), као и на почетку и крају дневног емитовања.

## Текст
| малајски (руми писмо)              | малајски (џави писмо)        | српски превод                                | енглески превод                               |
| ---------------------------------- | ---------------------------- | -------------------------------------------- | --------------------------------------------- |
| Ya Allah lanjutkanlah Usia         | يا الله لنجوتكنله اوسيا      | Боже благослови Његово Височанство           | O God bless His Majesty                       |
| Kebawah Duli Yang Maha Mulia       | كباوه دولي يڠ مها ملي        | Дугим животом                                | With a long life                              |
| Adil berdaulat menaungi nusa       | عاديل بردولت منأوڠي نوسا     | Да праведно и часно влада Краљевством        | Justly and nobly rule the Kingdom             |
| Memimpin rakyat kekal bahagia      | مميمڤين رعية ککل بهاڬيا      | И заувек срећно води наш Народ               | And forever happily lead our People           |
| Hidup sentosa Negara dan Sultan    | هيدوڤ سنتوسا نڬارا دان سلطن  | У миру будите, Државо и Султане              | Peacefully be, The State and the Sultan       |
| Ilahi selamatkan Brunei Darussalam | الهي سلامتكن بروني دارالسلام | Боже Свемогући, чувај Брунеј, боравиште мира | Almighty God, save Brunei, the Abode of Peace |